# Sentadilla contra la pared

La sentadilla contra la pared o sentadilla isométrica, también conocida como wall sit e imaginary chair en inglés y kuki isu (空気椅子 kūki isu?, lit. "silla de aire") en japonés, es un ejercicio isométrico utilizado en la gimnasia y el pilates para trabajar los cuádriceps femorales. En él, el usuario se apoya contra una pared con las piernas semiflexionadas en ángulo recto y se mantiene allí todo el tiempo posible con la fuerza de los muslos.
Se trata de un ejercicio de enorme sencillez y que no requiere de más equipo que una pared vertical. Es apto para principiantes en el ejercico físico y ayuda a potenciar la musculatura y ganar técnica y estabilidad. Sin embargo, debido a su intensidad, es también un popular desafío para la tolerancia al dolor y la concentración mental, e incluso una forma de tortura, llamada en este caso jetliner position.

## Técnica
El usuario tan sólo se apoya contra una pared con las piernas semiflexionadas, o alternativamente apoya la espalda y la desliza hacia abajo mientras semiflexiona las piernas hasta alcanzar la postura. En cualquier caso, la técnica idealmente describe dos ángulos de 90º, uno entre el torso y los muslos, que se mantienen paralelos al suelo con las rodillas alineadas sobre los tobillos, y otro entre los muslos y las pantorrillas. Los pies se mantienen separados a la anchura de las caderas, la columna ha de tenerse derecha, y los abdominales han de contraerse para que la parte central de la espalda está en contacto contra la pared.

## Variantes
Si el usuario no tiene los cuádriceps lo bastante fuertes como para mantener razonablemente la posición ortodoxa, o si refiere dolor en las rodillas, debe elevar el cuerpo y enderezar los muslos hasta el ángulo en que le sea posible realizar el ejercicio. Por encontrario, para incrementar la dificultad, puede tomar mancuernas o abrazar un balón medicinal contra el pecho.
Desde esta posición pueden realizarse también sentadillas convencionales, subiendo y bajando desde la posición mientras se mantiene la espalda contra la pared. Es aconsejable hacerlas con un rodillo de espuma o un balón suizo entre la pared y la espalda para facilitar el movimiento, así como una pelota más pequeña entre las rodillas para mantener el ángulo en las subidas y bajadas.

## Beneficios
Esta clase de sentadilla fortalece la fuerza de los glúteos, los muslos y los aductores. Según un estudio del British Journal of Sports Medicine, los ejercicios isométricos como este y la plancha anaeróbica son más efectivos que ningún otro a la hora de reducir la presión sanguínea. El estudio utilizó cuatro repeticiones de dos minutos cada una, tres veces a la semana.